# Carey Hart
Carey Jason Phillip Hart (Seal Beach, California, 17 de julio de 1975) es un expiloto profesional de motocross. Saltó a la fama tras conseguir el primer backflip de la historia, con una motocicleta de cilindraje normal, en 2000.

## Biografía

### Primeros años
Hart nació en California, aunque pasó su infancia en Las Vegas. Su padre le regaló su primera moto a los 4 años y comenzó a participar en carreras de motocross a los 6 años. Se convirtió en profesional a los 18 años y fue uno de los pioneros del estilo libre en 1996.

### Biografía
Durante los Gravity Games del año 2000, Hart consiguió hacer el primer backflip, con una moto de cilindrada normal, de la historia. Ha aparecido en campañas de Ford y Mountain Dew, además de en revistas como la Paper Magazine, Teen People, EXPN The Magazine y Rolling Stone. También apareció en The Late Show with David Letterman y en The Today Show. Además, ha salido en las películas Los Ángeles de Charlie: Al límite y XXX, en el reality show de VH1 The Surreal Life y en el programa Punk'd de MTV, donde le gastó una broma a su mujer P!nk.
También ha tenido apariciones en los videoclips «Bawitdaba» de Kid Rock, «So What», «Just Like a Pill», «Raise Your Glass» y «Just Give Me a Reason» de P!nk. Carey tocó el bajo con el grupo Pennywise en el Vans Warped Tour 2000 en Australia. Junto a Cory McCormack, Jason Giambi, Benji Madden, Joel Madden y Mark Zeff abrió el Wasted Space, un bar inspirado en el mundo del tatuaje en Las Vegas; sin embargo, cerró en 2011.
En 2004, se juntó con John Huntington para abrir su propia cadena de salones de tatuajes, la Hart & Huntington Tattoo Company, que abrió su primer salón en el Palms Casino Resort de Las Vegas. Se crearon otros cuatro salones en Honolulú (actualmente cerrado), Orlando, Cabo San Lucas (actualmente cerrado) y en las cataratas del Niágara.

### Vida personal
Carey Hart conoció a la cantante P!nk en Las Vegas en los X Games de 2001. En 2005, ella le propuso matrimonio en una carrera en Mammoth Lakes, California, con un cartel que decía «Will you marry me?» («¿Te quieres casar conmigo?»). En la vuelta siguiente, tras ser ignorada, P!nk escribió en el cartel «I'm serious!» («¡Voy en serio!»). Se casaron el 7 de enero de 2006 en Costa Rica; sin embargo, se separaron en febrero de 2008.
En abril de 2009, Hart reveló en una entrevista que él y P!nk estaban saliendo juntos de nuevo; más tarde la cantante declaró que habían ido a terapia de pareja y volvían a estar juntos. El 2 de junio de 2011 la pareja tuvo su primera hija, llamada Willow Sage Hart. Su segundo hijo, Jameson Moon Hart, nace el 26 de diciembre de 2016.